# Волков, Андрей Викторович (художник)
Андрей Викторович Волков (род. 10 августа 1948, Москва) — советский и российский художник, живописец, действительный член Российской академии художеств (2018).

## Биография
Андрей Волков родился в Москве. В детстве несколько раз посещал Американскую национальную выставку, проводившуюся с 25 июля по 4 сентября 1959 года в Сокольниках, на которой в числе прочих экспонатов был представлен «золотой купол» Фуллера, служивший павильоном экспозиции американского искусства.
Окончил школу в 1966 году и поступил в Строгановское училище.
В период учёбы в Строгановском училище (1966—1971) познакомился с З. Н. Быковым, посещал лекции Г. М. Людвига, который в то время заведовал кафедрой в Строгановском училище. Слушая лекции узнал о вхутемасе, о баухаусе, о творцах авангарда.
В 1971 году начал показывать свои работы на молодёжных выставках.
С 1973 года участник всесоюзных выставок.
B 1976—1978 годах был стипендиатом Союза художников СССР (руководитель Д. К. Мочальский).
В 1979 году был принят в Московскую организациюю Союза художников СССР — член Союза художников СССР. В эти годы получил поддержку ведущих мастеров своего времени Д. Д. Жилинского, Т. Т. Салахова, И. П. Обросова, О. К. Комова, Ю. Л. Чернова. С конца 1970-х годов участвовал во всех основных выставках Союза художников СССР.
B 1980 году вместе с А. Н. Петровым показывал работы в редакции журнала «Юность», выставка «Двое в одном свитере». Участвовал в выставке «Интерьер в творчестве русских и советских художников XIV—XX веков», которая проходила в Государственной Третьяковской Галерее в 1980—1981 годах. Представлен в собрании Института русского реалистического искусства (ИРРИ). С 1980 года представлен в собрании Государственной Третьяковской Галереи.
Побывал в творческих поездках в Азии, Африке, Америке.
Преподавал в Строгановке абстрактную живопись, кафедра дизайна (2004—2008); преподавал в МАРХИ абстрактную живопись, кафедра дизайна (2011—2012)Шаблон:Страница на сайте АХ РФ.

## Награды
- Золотая медаль ГРАН-ПАЛЕ Париж (Grand Palais, Paris) gold medal (1984).
- Серебряная медаль Российской академии художеств (2001).
- Премия мэрии Москвы в области литературы и искусства за серию живописных работ о Москве (1998)[2].

## Осуществлённые проекты
- Свет и тень (куратор С. Каракаш ) ЦВЗ "Манеж", Москва, 2001
- Свет сквозь решётку «Солнце» (куратор Н. Реброва) Государственный Литературный музей, Москва, 2001
- Постепенный переход от светлого к тёмному, Lehmbruck Museum, Duisburg, 1991
- Свет в зале 17, Центральный Дом Художника, Москва, 2006
- Московская вертикаль (куратор М. Черепашенец), Выставочный центр "РОСИЗО", Москва, 1997
- Фрагменты большого города (человек с рисовальным аппаратом) (куратор А. Мещеряков), Галерея WAM, Москва, 2003
- Город — мой дом (куратор Н. Августинович), Центральный Дом Художника, Москва, 2004
- Серо-сине-зелёный (Международная Конфедерация Союзов Художников)
- Постепенный переход от серого к розовому (куратор М. Лошак), Московский центр искусств на Неглинной, 2003
- Пустые комнаты (картинная пустота) (куратор Н. Косолапова), Галерея "М'АРС", Москва, 2005
- УтроДеньВечерУтроДеньВечерУтро (куратор О. Лопухова), фестиваль "АРТклязьма", Сорокино, 2004
- Никаких новостей (куратор М. Лошак), Галерея "ПРОУН", Москва, 2009
- Город из коробки Архивная копия от 30 июня 2016 на Wayback Machine (куратор К. Богемская), ГМИИ Пушкина, Москва, 2008
- Москва: свет семидесятых (куратор Н. Реброва), Государственный Литературный музей, Москва, 2009
- Зелёный бархат Архивная копия от 6 марта 2016 на Wayback Machine (куратор В. Гинзбург), Галерея "Открытый клуб", Москва, 2011
- Андрей Волков. Калька Архивная копия от 20 августа 2016 на Wayback Machine (Российская академия художеств), Москва, 2013

## Галерея

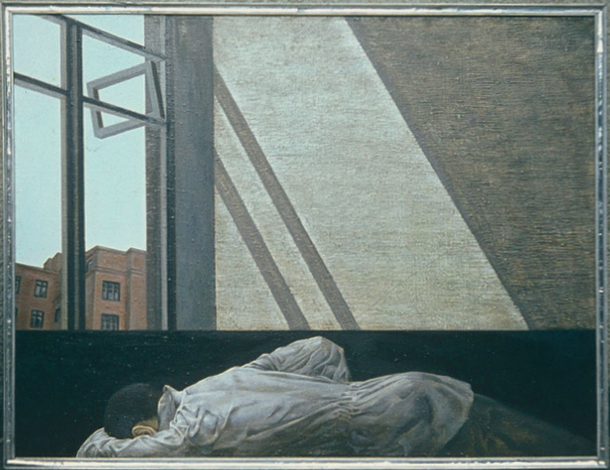
Никаких Новостей, 2-й холст триптиха «Ночь»  (1980)
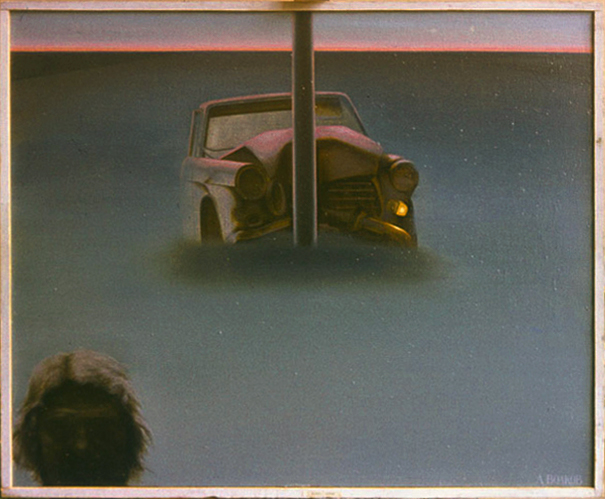
Авария (1978)

### Упомянут или включён в следующие публикации, статьи
- каталог Russiske Tendenser, galerie pierre, December 1976, Faborgvej 2a 5250 Fruens Boge, Danmark
- журнал «Творчество» № 3, 1979. Диалог о молодости, В. Юматов
- журнал «Творчество» № 10, 1980. Правда жизни и «правда холста». М. Соколов — А. Волков, А. Петров
- газета FORUM (Organ des Zentralrats FDJ),DDR 1.Maiheft 1980"Aleksander Petrow,Andrej Wolkow — zwei junge sowjetische Maler"
- каталог «Выставка Музыка и изобразительное искусство», Союз Художников СССР (Гоголевский бульвар,10), 1981 г.
- выставка «Mloda piastyka radziecka», Польша, 1981.Olsztyn BWA Galeria Sztuki Wspolczesnej AL. Zwyciestwa 38
- каталог к выставке «Mloda piastyka radziecka», listopad 1981 Warszawa «Zacheta» pl.Malachowskiego 3
- журнал «Творчество» № 5, 1982. Критика и альтернативы творческого процесса, А. Морозов "О современной живописи", В. Манин
- журнал Bildende Kunst Heft № 10, 1982 Aleksander Kamenski. Bemerkungen zu einer Ausstellung von 23 Moskauer Kunstlern
- каталог «Вторая выставка изобразительного искусства молодых художников Прибалтики», Вильнюс, Литва, 1982 г.
- каталог Großen Kunstausstellung Düsseldorf 1982.Bundesrepublik Deutschland
- журнал «Творчество» № 10, 1984. Париж, советская выставка (Grand Palais, Paris)
- каталог «Выставка „Junge Kunstler DDR/UdSSR — Fur Frieden und Sozialismus“», Москва/Берлин, 1984.
- газета «Советская культура», 5 июня 1984, Мы Делаем доброе дело, Арно Д’Отрив ARNAUD d^HAUTERIVES fr:Arnaud d'Hauterives
- газета «Правда», 17 июня 1984, Успех молодых
- журнал «Искусство» № 1, 1986. Кубинские впечатления, А. Волков
- газета «Комерсантъ Daily», 17 сентября 1993 г, О выставке в банке ЛЛД
- газета «ДЕЛО» № 39 октябрь 1995, Статья о выставке в галерее «Манеж», В. Ярошенко
- газета «Взгляд» 19.03.2006. Достояние империи Архивная копия от 10 августа 2016 на Wayback Machine. Игорь Шевелёв.
- газета.ru «Что было, то и будет» 19.02.2009 Велимир Мойст
- газета «Коммерсантъ» № 33 (4088) от 25.02.2009 «Художник старого света» Анна Толстова
- газета «Независимая» 26 февраля 2009 Дарья Курдюкова Мы не ждём перемен… Архивная копия от 9 августа 2016 на Wayback Machine
- газета «Газета» Этюды в повседневных тонах 02.03.2009 Елена Карпенко
- газета «Завтра» № 10 (798) ОТ 4 МАРТА 2009 г. «ТАК!» Мария Карпова
- газета «Культура» № 11 (7674) 19-25 марта 2009 г. Лучи над асфальтовым морем — «Никаких новостей» от Андрея Волкова в галерее «Проун» Елена Широян
- Жанна Васильева. Кто тут шпион? «Шпиономания» на Винзаводе «Российская газета» — Федеральный выпуск № 5395 (19) 2011 г.
- Велимир Мойст. Похоже до неузнаваемости Архивная копия от 9 августа 2016 на Wayback Machine — Gazeta.Ru, 9 ноября 2013 г.

### Выставки, каталоги, очерки

#### 1970—1980-е
- газета «Московский комсомолец», 16 января 1976 г., «Красота привычного», В. Мейланд
- журнал «Творчество» № 11 1978 г., выставка «На страже рубежей нашей родины»
- журнал «Творчество» 1979 г., «В поисках картины», А. Дегтярь, А. Кантор
- Сборник «Советская живопись» 1979, «Искусство диалога», А. Рожин, Издательство «Советский художник», заказ 537, тир. 10000
- Сборник «Советская живопись» 1979, Сюжеты и образы притчи, А. Якимович
- Сборник «Советская живопись» № 6, Волков А., стр 12, 66, 200, 202, 214, 216, 219, 220, 226, 227, 290
- Сборник «Советская живопись» № 7, Волков А., стр 170, 174
- Сборник «Советская живопись» № 8, Волков А., стр. 22, 174, 175, 192
- выставка «Интерьер в творчестве русских и советских художников XIV—XX веков», ГТГ, 1980 г.
- журнал «Юность» № 7 1980 г., «Навстречу себе», А. Адабашьян
- каталог «Выставка произведений 23-х московских художников» ЦДХ москва СССР 1981 г.
- журнал «Юность» № 2 1982 г., «Под знаком исканий», Александр Каменский
- журнал «Творчество» № 9 1982 г., Всесоюзная художественная выставка «Молодость страны»
- Zeitschrift ART #4/april 1982 .Kunst in Moskau: Die neue Freiheit
- журнал «KUNST» Эстония № 59/1, 1982 г., Современный гиперреализм (ESEMEHUVIST HUPERREALISMINI), Алексей Корзухин
- журнал «Творчество» № 10, А. Каменский, Документальный романтизм, 1982 г.
- каталог выставки «Молодые советские художники 70-х годов», Нидерланды, 1982 г.
- каталог выставки Henri Nannen Kunsthandel und Thomas Levy Galerie zeigen Russische Malerei heite 1982 г.
- каталог «Советская живопись», Издательство «Международная книга», 1983 г.
- журнал «Искусство» № 6, 1983 г., "Картина А. Волкова «ЦЛЭМ», В. Петров-Стромский
- выставки в Штатс-Галереях Штутгардта, Дюссельдорфа и Ганновера(Германия) Russische und Sowjetische Kunst — Tradition und Gegenwart. Werke aus sechs Jahrhunderten. 07.12.1983 — 27.01.1985. Kunstverein für die Rheinlande und Westfalen und Städtische Kunsthalle Düsseldorf, vom 9. Februar bis 24. März 1985 in der Staatsgalerie Stuttgart und vom 15. April bis zum 27. Mai 1985 im Kunstverein Hannover stattfand. Каталог выпущен в Дюссельдорфе. Katalog und Ausstellungen waren Produkt der Zusammenarbeit von Deutscher Bank AG, Mannesmann AG, Ruhrgas AG und dem Ministerium für Kultur der UdSSR. (Düsseldorf. 1984. 263 S. 4°, OBrosch)
- газета «Сири я вазар», октябрь 1985 г. (Эстония), «Биенале живописи в Щецине»
- каталог «Биенале живописи соцстран в Щецине», статья, Б. Бернштейн, 1985 г.
- газета «Глос Щециньски»(GŁOS SZCZECIŃSKI), № 169, 1985 г., О выставке живописи социалистических стран
- газета «Глос Щециньски»(GŁOS SZCZECIŃSKI), № 185, 1985 г., О выставке живописи социалистических стран, Данута Крет
- каталог «XI prezentacja malarzy krajow socjalistycznych» 1985.
- каталог выставки «Аспекты современного советского искусства из коллекции Peter und Irene Ludwig», de:Peter Ludwig  Венеция, Рим, 1986 г.
- журнал «Юность» № 10 1986 г., картина «Торжок, бабье лето»

#### 1990—2000-е
- журнал «Юность» № 6, 1990 г., «Андрей Волков, г. Москва», Олег Кокин
- журнал «Искусство» № 11, 1990 г., «Разрешённое искусство», Е. Деготь, В. Левашов
- каталог выставки живописи Андрея Волкова. Москва. Изд. «Советский художник», 1991 г.
- книга «Фотореализм», О. Т. Козлова, Москва, изд. «Галарт», 1994 г.
- «История искусств. Отечественное искусство» Т. В. Ильина. Москва, Высшая школа, 1994 г. (недоступная ссылка)Архивная копия от 14 августа 2016 на Wayback Machine — 41k
- журнал «Домовой» № 7—8, 1995 г., «Романтик прозы», Н. Семенова
- газета «Центр плюс» № 36, 4 сентября 1995 г., Живое и неживое в интерьере
- каталог выставки «Осака триенале», 1996 «Osaka Triennale 96», Osaka
- журнал «Творчество» № 3/4 1997 г., «Москва Берлину», Маргарита Ильина
- газета «Коммерсантъ-Daily» № 162, З сентября 1998 г., «Мэрия повторно отметила 850-летие Москвы», Милена Орлова
- каталог АртКлязьма -artkliazma 2003,2004
- газета «Досуг в Москве» 29 марта 2003 г., Постепенный переход от серого к розовому
- журнал «Искусство» № 4 2003 г.,, Постепенный переход от серого к розовому Выставка А. Волкова, М. Лазарев
- журнал «Вестник Европы» #4 2002 Архивная копия от 3 августа 2016 на Wayback Machine «Свет и тень» Выставка Андрея Волкова в манеже, Александр Рожин.
- kak.ru Конструкции большого города
- журнал «Новый мир» #6 2004 Архивная копия от 26 мая 2016 на Wayback Machine Художественный дневник Екатерины Корниловой
- газета «Новые известия» 07.07.2005 (недоступная ссылка) Картинная пустота (выставка «Пустые комнаты») Сергей Соловьев
- газета.ru 07.07. 2005 Архивная копия от 9 мая 2016 на Wayback Machine Где я? Что со мной? Велимир Мойст
- газета «Слово» #37 6-12 октября 2006 живописец Андрей Волков, Леонид Козлов
- газета «Литературная газета» #45 2006 (недоступная ссылка) Город в оконной раме, Леонид Козлов
- журнал «Архитектура строительство и дизайн» #2 2006 Архивная копия от 12 мая 2016 на Wayback Machine А. Волков Мой бесконечный проект : город, окно, свет, тень. Марина Терехович
- Выставка — [ВРЕМЯ ПЕРЕМЕН] искусство 1960—1985 в Советском Союзе ГОСУДАРСТВЕННЫЙ РУССКИЙ МУЗЕЙ 2006 г.
- Выставка — Гиперреализм и его окрестности. Выставочный центр GALILEI Москва 2007
- Выставка — Русская метафора. Выставочный центр GALILEI Москва 2007
- Выставка — «Город из коробки», ГМИИ им. А. С. Пушкина, Музей личный коллекций, июль 2008
- Выставка — «Никаких новостей» — живопись и фотография Андрея Волкова, галерея «Проун» на ВИНЗАВОДе, февраль 2009 года
- Выставка — Андрей Волков, Светлана Ланшакова. «Москва: свет семидесятых», Государственный Литературный Музей, Трубниковский переулок, 17 май 2009

#### 2010—2020-е
- Выставка — «Коричневая пуговка или шпиономания», галерея «Проун» на ВИНЗАВОДе, февраль 2011
- Выставка — «Бумажный натюрморт» Архивная копия от 8 августа 2017 на Wayback Machine , открытый клуб, Москва, 2011
- Выставка — «Зелёный бархат» Архивная копия от 8 августа 2017 на Wayback Machine , открытый клуб, Москва, 2012
- Выставка — Андрей Волков. Калька Архивная копия от 20 августа 2016 на Wayback Machine, Российская академия художеств, 2013
- Выставка — «Гиперреализм. Когда реальность становится иллюзией», Государственная Третьяковская Галерея, 2015
- Выставка — «Россия в пути» Рим, 2016; Москва, 2017, Институт Русского Реалистического Искусства («ИРРИ»)
- Выставка — «Окна в Россию» (от Калининграда до Владивостока), Москва, ИРРИ, 2018
- Выставка — «Пора разобраться», Москва, ИРРИ, 2019, с 4 апреля до закрытия Архивная копия от 11 октября 2019 на Wayback Machine музея.
- Выставка — «Ненавсегда. 1968-1985», Москва, Государственная Третьяковская Галерея, 2020
- Выставка — «The Cool And The Cold Архивная копия от 17 ноября 2021 на Wayback Machine» Берлин, Gropius Bau Архивная копия от 15 сентября 2021 на Wayback Machine (Сентябрь 2021-Январь 2022).

## Семья
Отец Виктор Александрович Волков (1918–1981) – инженер-нефтяник, Заслуженный Строитель СССР, управляющий трестом "Щёкингазстрой", директор института "Гипротрубопровод", вице-президент ВПО Союзнефтегазпереработка.
Жена Наталия Сеина — дизайнер
Сын Александр Волков — юрист (проживает в Калифорнии)